# Мартин Лутер (филм)
Вижте пояснителната страница за други значения на Мартин Лутер.
Мартин Лутер (на немски: Martin Luther) е биографичен филм от 1953 година, за немския духовник и теолог Мартин Лутер, който поставя началото на протестантската Реформация. Режисьор на филма е Ървинг Пичъл.